# Barbus ensis
Barbus ensis är en fiskart som beskrevs av Boulenger, 1910. Barbus ensis ingår i släktet Barbus och familjen karpfiskar. IUCN kategoriserar arten globalt som livskraftig. Inga underarter finns listade.